# Волчин (Брестская область)
Во́лчин (бел. Воўчын) — деревня в Каменецком районе Брестской области Беларуси, расположенная на реке Пульва в 55 км к юго-западу от Каменца в 10 км к юго-западу от железнодорожной станции Высоко-Литовск. Входит в состав и является административным центром Волчинского сельсовета.

## История
В XVI веке местечко Волчин принадлежало династии Солтанов, после — Гонсевским, Сапегам, Флемингам, Чарторыйским, Пусловским и Нарбутам. В 1769 году барские конфедераты, участвуя в вооружённой борьбе с русскими войсками, забрали из Волчина 7 орудий и много вооружения для войск повстанцев.
В 1938 году в Волчинском храме были перезахоронены останки Станислава Августа Понятовского, которые были перевезены из Ленинграда (в 1988 г. сохранившаяся после разграбления часть останков передана Польше). В 1939 году деревня вошла в состав Белорусской ССР.

## Население
- 1970—162 двора, 460 жителей
- 1992—193 двора, 502 жителя
- 2019—411 жителей[1]

## Культура
- Музей ГУО "Волчинская средняя школа"

## Достопримечательности

### В наши дни
- Часовня Св. Владимира
- Часовня придорожная (1-я пол. XX в.)
- Троицкий костёл —  Историко-культурная ценность Республики Беларусь, шифр 111Г000334
- Братская могила
- Могила жертв фашизма
- Синагога (XIX в.)
- Церковь святого Николая Чудотворца (1812)

### Утраченное наследие
- Дворцово-парковый комплекс Чарторыйских
- Водяная мельница

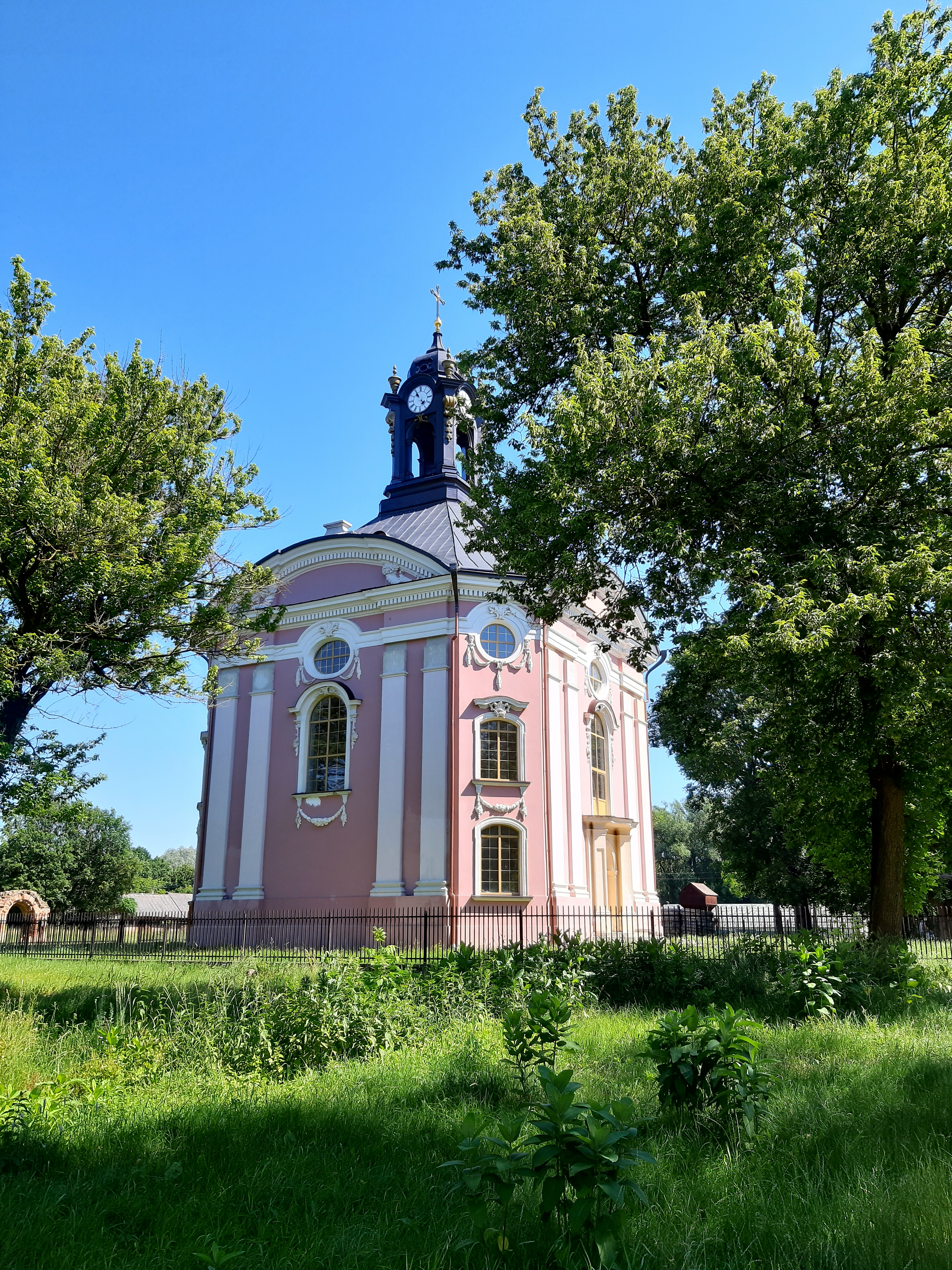
Троицкий костёл
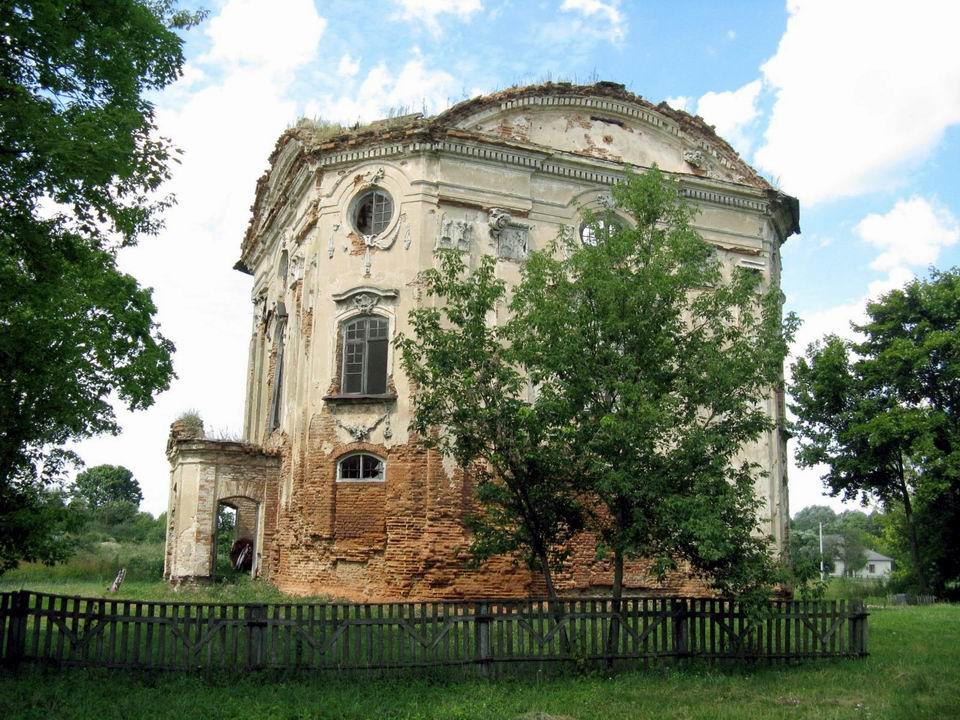
Троицкий костёл
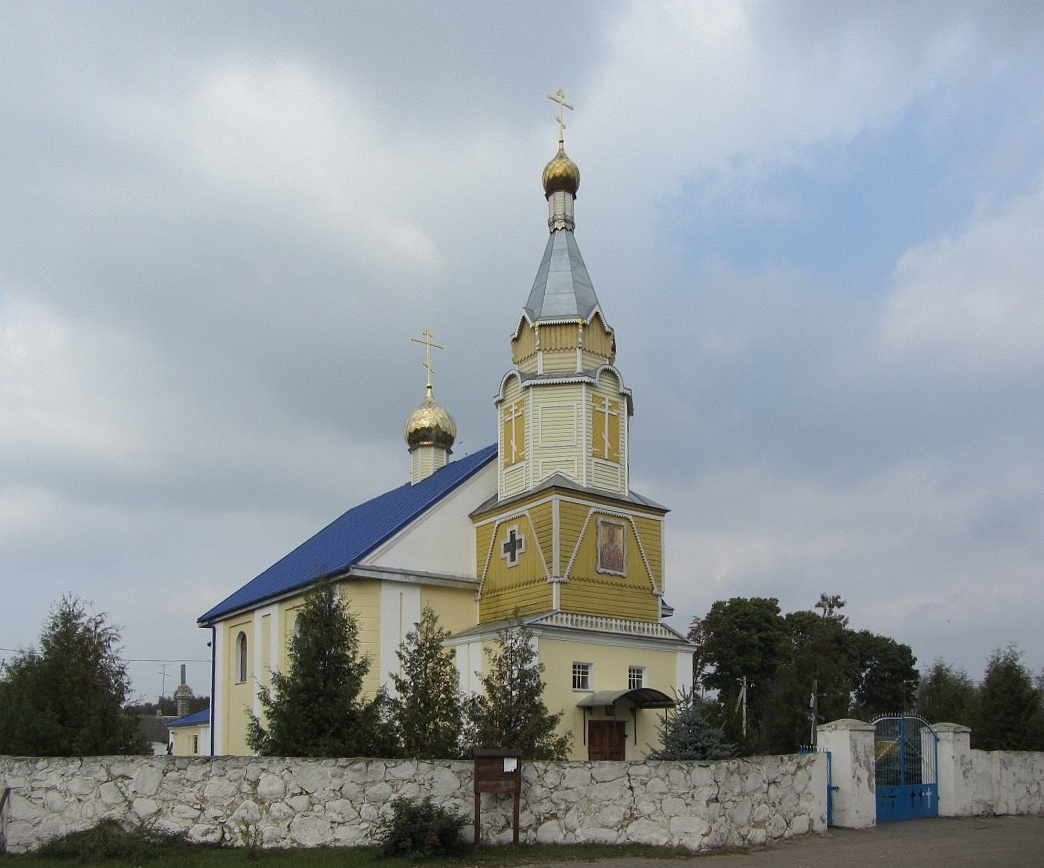
Церковь Святого Николая
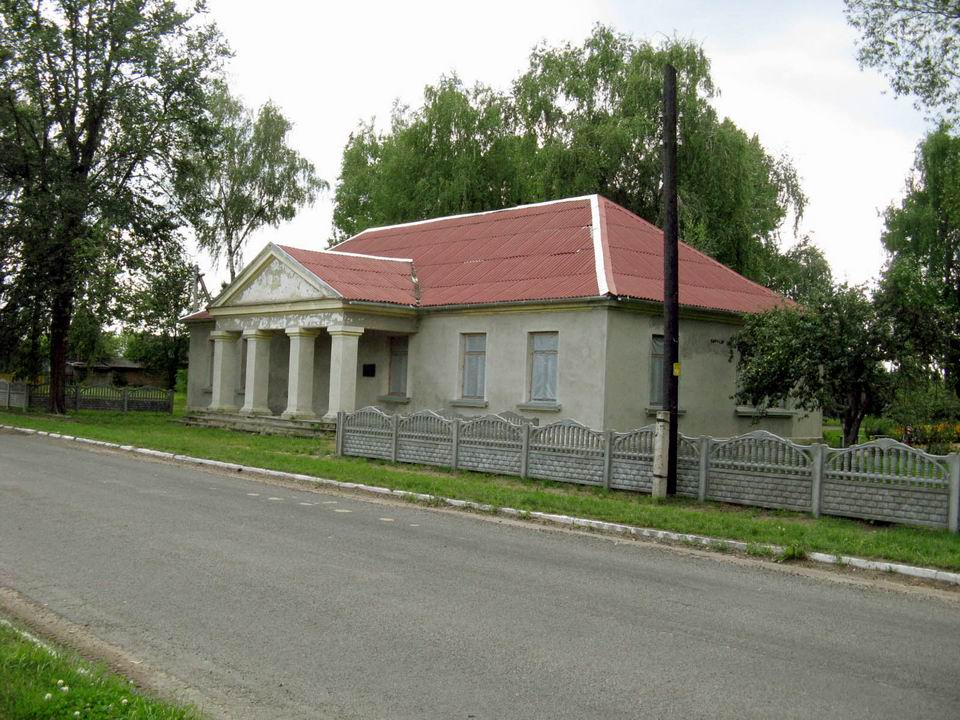
Административное здание (1920-е гг. постройки, в польский период)
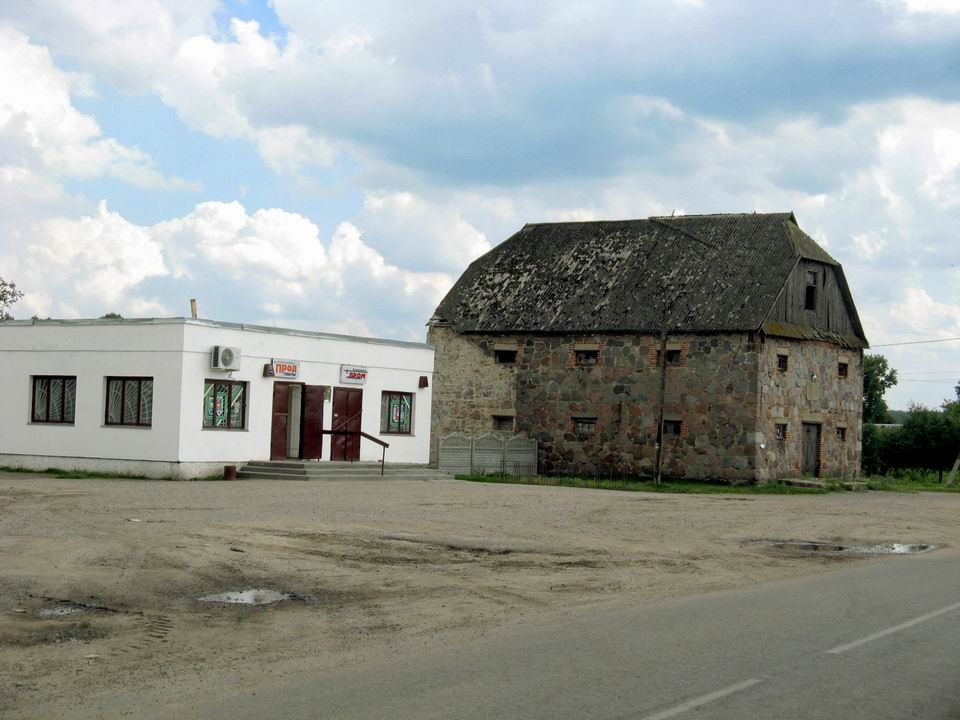
Хозяйственная постройка (конец XIX – начало XX вв.)
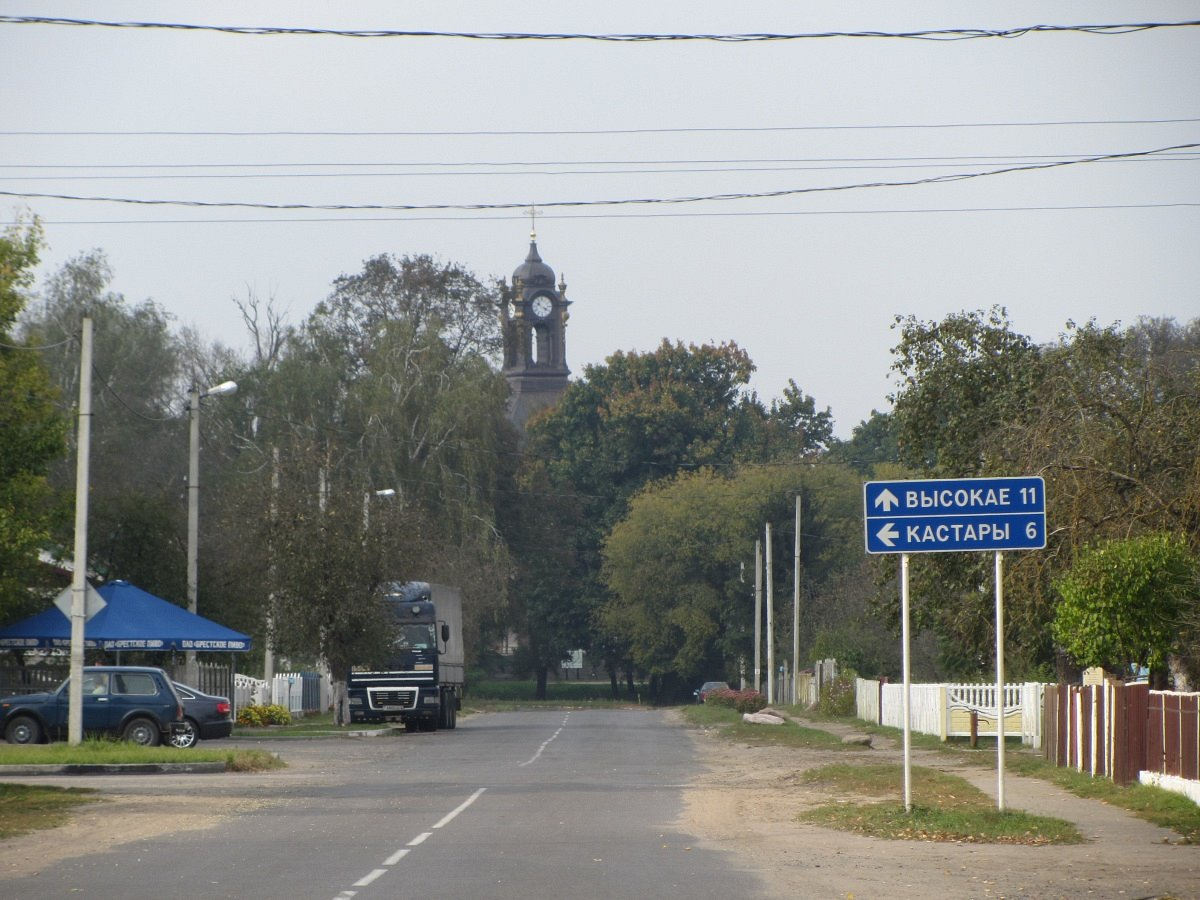

## Уроженцы
В Волчине родились последний польский король Станислав Август Понятовский, гетман польный литовский Винцент Корвин-Гонсевский, художник Зигмунт Фогель.